# Be-stjärna
En Be-stjärna, eller B[e]-stjärna, är en stjärna av spektraltyp B med emissionslinjer i normalt otillåtna våglängder (Balmer-emissionslinjer). Beteckningen kommer ifrån spektraltypen där B anger den primära klassen, e anger emissionslinjer och hakparenteserna anger otillåtna våglängder. Dessa kallas ibland klassiska Be-stjärnor och emissionslinjerna kan uppträda bara vid vissa tillfällen.
Även om spektret av Be-typ framträder starkast i stjärnor av spektralklass B kan det observeras även i skalstjärnor av klass O och A. De anses främst vara stjärnor i huvudserien, men ett antal underjättar och jättestjärnor ingår också.

## Upptäckt
Den första stjärnan som identifierades som en Be-stjärna var Gamma Cassiopeiae, vilken observerades 1866 av Angelo Secchi. Det är tillika den första stjärnan som observerades med emissionslinjer. Många andra ljusa stjärnor befanns visa liknande spektra, även om många av dessa inte längre anses vara klassiska Be-stjärnor. Den ljusaste är Achernar, även om den inte var känd som en Be-stjärna förrän 1976.

## Modell
Med förståelsen i början av 1900-talet av processerna för hur emissionslinjerna uppkommer blev det klart att dessa linjer i Be-stjärnor måste komma från omkretsande material utstött från stjärnan genom stjärnans snabba rotation. Alla de observerade egenskaperna hos Be-stjärnor kan nu förklaras av en gasformig skiva som är formad av material utstött från stjärnan. Överskottet av infraröd strålning och polariseringen är resultatet av spridningen av stjärnljuset i skivan, medan emissionslinjerna bildas genom att ultraviolett strålning från stjärnan ombildas i gasskivan.

## Skalstjärnor
Se även huvudartikel: Skalstjärna.
Vissa Be-stjärnor uppvisar spektrala egenskaper som tolkas som ett fristående "skal" av gas som omger stjärnan, eller mer exakt en skiva eller ring. Dessa skalfunktioner anses vara orsakade av att gasskivan, som finns runt många Be-stjärnor, ligger med kanten mot siktlinjen från jorden så att det skapar mycket smala absorptionslinjer i spektret.

## Variabilitet
Be-stjärnor är ofta visuellt och spektroskopiskt variabla. Be-stjärnor kan klassificeras som Gamma Cassiopeiae-variabler när en övergående eller variabel skiva observeras. Be-stjärnor som visar variabilitet utan tydlig indikation av mekanismen listas helt enkelt som BE i General Catalogue of Variable Stars. Några av dessa anses vara pulserande stjärnor och kallas ibland Lambda Eridani-variabler.